# Władysław Seńko

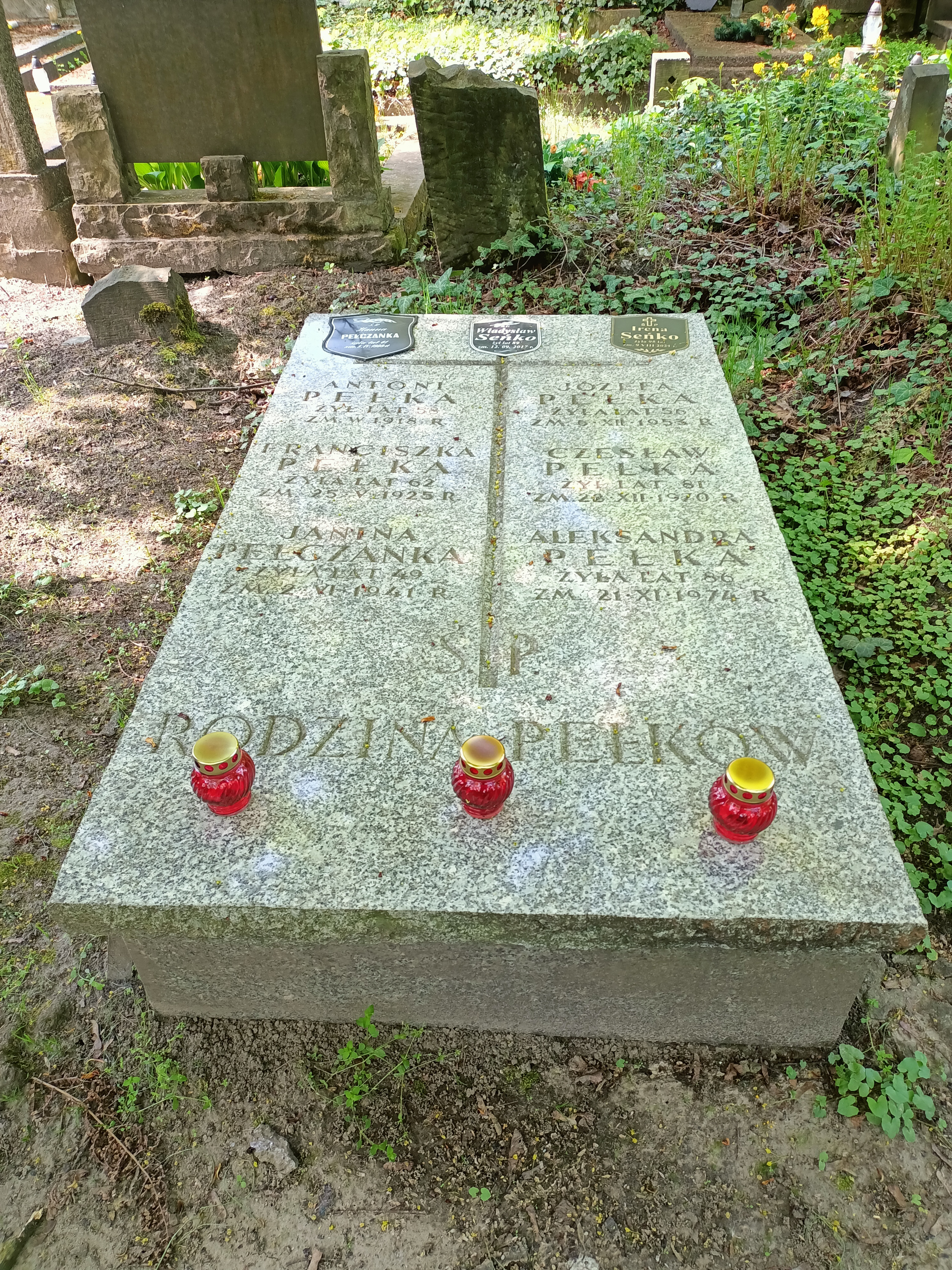
Grób Władysława Seńko na Cmentarzu Powązkowskim

Władysław Seńko (ur. 15 lipca 1928 w Skomorochach Wielkich na Zamojszczyźnie, zm. 13 września 2017) – polski historyk filozofii, tłumacz i edytor, profesor nauk humanistycznych, pracownik Polskiej Akademii Nauk. Specjalista w zakresie historii filozofii polskiej.

## Życiorys
W latach 50. był redaktorem w Instytucie Wydawniczym „"PAX” oraz członkiem Stowarzyszenia „PAX”, które opuścił w 1955 w ramach tzw. frondy. W 1956 należał do sygnatariuszy deklaracji założycielskiej Ogólnopolskiego Klubu Postępowej Inteligencji Katolickiej. Rozmowy katolickich działaczy z Krakowa i Warszawy poprzedzające tę inicjatywę toczyły się w jego warszawskim mieszkaniu. W 1957 został udziałowcem zainicjowanej przez Janusza Zabłockiego Libella sp. z o.o., która miała stanowić ekonomiczne zaplecze katolickich inicjatyw społecznych i wydawniczych. W 1958 wszedł w skład pierwszej redakcji miesięcznika „Więź”. 
Zajmował się m.in. historią filozofii polskiej XV wieku. Uzyskał tytuł naukowy profesora nauk humanistycznych. Był pracownikiem Instytutu Filozofii i Socjologii Polskiej Akademii Nauk.
Wchodził w skład komitetu redakcyjnego czasopisma Studia Mediewistyczne.

## Wybrane publikacje

### Publikacje książkowe
Jak rozumieć filozofię średniowieczną. Kęty: Antyk, 2001. Brak numerów stron w książce

### Artykuły
- Trzy studia nad spuścizną i poglądami Tomasza Suttona dotyczącymi problemu istoty i istnienia. „Studia Mediewistyczne”. 11, s. 111-283, 1970.
- Problem recepcji myśli św. Tomasza z Akwinu. „W Drodze”. 1-4, s. 14-21, 1982.
- Św. Tomasz z Akwinu a średniowieczny racjonalizm. „Więź”. 26 (5), s. 29-39, 1983.
- [Recenzja:] Petri de Bergomo[lub Bergamo]Concordantiae textuum discordantium divi Thomae Aquinatis. Ed. Innocentius Colosio OP. Firenze 1982. „Studia Philosophiae Christianae”. 20 (2), s. 206-207, 1984.
- Kilka uwag na temat historii Tomaszowego pojęcia istnienia we wczesnej szkole tomistycznej. „Przegląd Tomistyczny”. 3, s. 21-27, 1987.
- Piotr Wysz z Radolina (*ok. 1354-+1414) i jego dzieło „Speculum aureum”, Instytut Tomistyczny Ojców Dominikanów w Warszawie, Warszawa 1996, ss. 347, „Studia Theologica Varsaviensia” 35 (1997) nr 1, s. 291 292.